# Xestophrys
Xestophrys är ett släkte av insekter. Xestophrys ingår i familjen vårtbitare.
Kladogram enligt Catalogue of Life:
| Xestophrys | \| \| Xestophrys horvathi \| \| \| \| \| \| Xestophrys indicus \| \| \| \| \| \| Xestophrys javanicus \| \| \| \| |
|            | \| \| Xestophrys horvathi \| \| \| \| \| \| Xestophrys indicus \| \| \| \| \| \| Xestophrys javanicus \| \| \| \| |
|            | Xestophrys horvathi                                                                                               |
|            | |
|            | Xestophrys indicus                                                                                                |
|            | |
|            | Xestophrys javanicus                                                                                              |
|            | |